# Große Zwei V

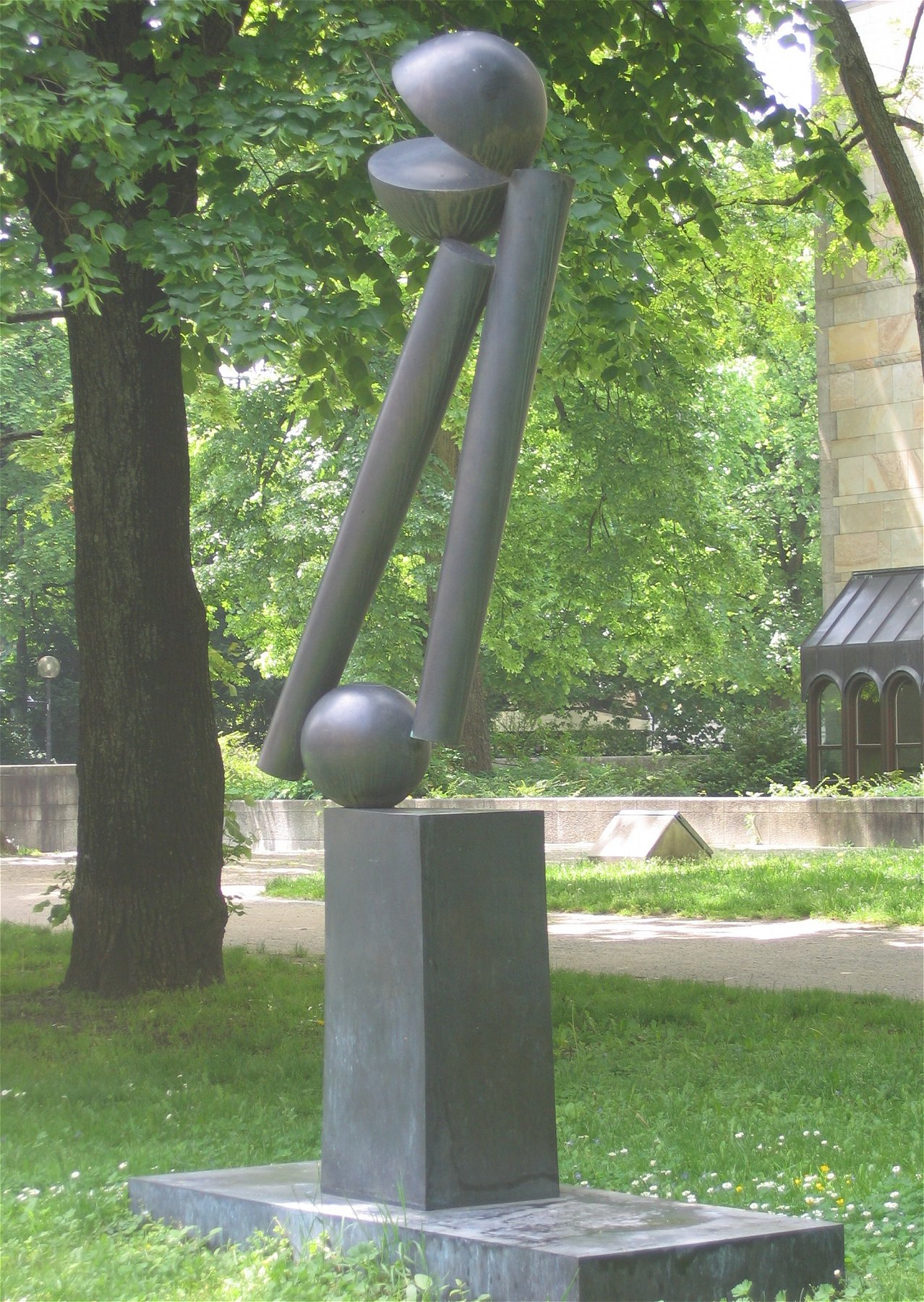
Fritz Koenig: Große zwei V, 1974, Bronzeplastik

Große Zwei V (römisch 5) ist eine Bronzeplastik des Bildhauers Fritz Koenig aus dem Jahr 1973. Sie misst 262 × 164,5 × 65 cm und befindet sich in München im Stadtteil Maxvorstadt in unmittelbarer Nähe der Neuen Pinakothek im Kunstareal München.
Der Untertitel der Skulptur ist Paolo und Francesca. Er verweist auf das ehebrecherische Liebespaar Paolo Malatesta und Francesca da Rimini im 5. Buch der Göttlichen Komödie von Dante Alighieri. Das Schicksal des Paares war Motiv zahlreicher Werke der Musik und der bildenden Kunst, unter anderem bei Rodin und Ingres. In Koenigs skulpturalem Werk tragen mehrere Arbeiten diesen Titel, so eine documenta-Edition aus Rosenthal-Porzellan von 1963 (Wkvz. Nr. 335a) und zwei kleine Halbschalen aus Eisen von 1980 (Wkvz. 717 und 718).

„Die Körpersäulen der beiden Figuren finden auf einer Kugel, dem alten Schicksalssymbol, nur Halt für den kurzen Augenblick der Vereinigung - einer Vereinigung, die durch zwei nach wechselseitiger Ergänzung strebende Halbkugeln sinnfällig gemacht wird ...“

Die Plastik steht auf einer rechteckigen, flachen Plinthe, ist mit Koenig bezeichnet und trägt die Werkverzeichnis Nr. 563. Sie wurde von der Bayerischen Staatsgemäldesammlung direkt vom Künstler gekauft und hat die Inventar-Nummer  B 681. Ursprünglich befand sie sich an der Barer Straße.